# People's Choice Awards 2006
La 32ª edizione dei People's Choice Awards si è svolta il 10 gennaio 2006 allo Shrine Auditorium di Los Angeles. La cerimonia è stata presentata da Craig Ferguson e trasmessa dalla CBS.
In seguito sono elencate le categorie. Il relativo vincitore è stato indicato indicato in grassetto.

## Cinema

### Film

#### Film preferito
- Star Wars: Episodio III - La vendetta dei Sith (Star Wars: Episode III - Revenge of the Sith), regia di George Lucas
- Batman Begins, regia di Christopher Nolan
- Hitch - Lui sì che capisce le donne (Hitch), regia di Andy Tennant

#### Film drammatico preferito
- Star Wars: Episodio III - La vendetta dei Sith (Star Wars: Episode III - Revenge of the Sith), regia di George Lucas
- Batman Begins, regia di Christopher Nolan
- Coach Carter, regia di Thomas Carter

#### Film commedia preferito
- 2 single a nozze - Wedding Crashers (Wedding Crashers), regia di David Dobkin
- L'altra sporca ultima meta (The Longest Yard), regia di Peter Segal
- Hitch - Lui sì che capisce le donne (Hitch), regia di Andy Tennant

#### Film per famiglie preferito
- La fabbrica di cioccolato (Charlie and the Chocolate Factory), regia di Tim Burton
- Chicken Little - Amici per le penne (Chicken Little), regia di Mark Dindal
- Madagascar, regia di Eric Darnell e Tom McGrath

### Recitazione

#### Attore cinematografico preferito
- Johnny Depp
- Nicolas Cage
- Samuel L. Jackson

#### Attrice cinematografica preferita
- Sandra Bullock
- Angelina Jolie
- Nicole Kidman

#### Attore protagonista preferito
- Brad Pitt
- Jamie Foxx
- Adam Sandler

#### Attrice protagonista preferita
- Reese Witherspoon
- Cameron Diaz
- Renée Zellweger

#### Attore preferito in un film d'azione
- Matthew McConaughey
- Dwayne Johnson
- Brad Pitt

#### Attrice preferita in un film d'azione
- Jennifer Garner
- Angelina Jolie
- Catherine Zeta-Jones

#### Combinazione preferita cinematografica
- Vince Vaughn e Owen Wilson – 2 single a nozze - Wedding Crashers (Wedding Crashers)
- Angelina Jolie e Brad Pitt – Mr. & Mrs. Smith
- Chris Rock e Adam Sandler – L'altra sporca ultima meta (The Longest Yard)

## Televisione

### Programmi

#### Serie TV drammatica preferita
- CSI - Scena del crimine (CSI: Crime Scene Investigation)
- Desperate Housewives
- Law & Order - Unità vittime speciali (Law & Order: SVU)

#### Serie TV commedia preferita
- Tutti amano Raymond (Everybody Loves Raymond)
- I Simpson (The Simpsons)
- That '70s Show

#### Reality/competition show preferito
- American Idol
- Fear Factor
- Survivor

#### Reality show preferito
- Extreme Makeover: Home Edition
- Extreme Makeover
- Supernanny

#### Nuova serie TV drammatica preferita
- Prison Break
- Criminal Minds
- Una donna alla Casa Bianca (Commander in Chief)

#### Nuova serie TV commedia preferita
- My Name Is Earl
- How I Met Your Mother
- Tutti odiano Chris (Everybody Hates Chris)

### Recitazione e conduzione

#### Star maschile televisiva preferita
- Ray Romano
- Charlie Sheen
- Kiefer Sutherland

#### Star femminile televisiva preferita
- Jennifer Garner
- Teri Hatcher
- Jennifer Love Hewitt

#### Conduttore preferito di un talk show diurno
- Ellen DeGeneres
- Regis Philbin e Kelly Ripa
- Oprah Winfrey

#### Conduttore preferito di un talk show serale
- Jay Leno
- David Letterman
- Conan O'Brien

## Musica

### Artista maschile preferito
- Tim McGraw
- Toby Keith
- Usher

### Artista femminile preferita
- Kelly Clarkson
- Faith Hill
- Gwen Stefani

### Gruppo musicale preferito
- Green Day
- The Black Eyed Peas
- Destiny's Child

### Canzone preferita di una colonna sonora
- These Boots Are Made for Walkin', dalla colonna sonora del film Hazzard (The Dukes of Hazzard) – Jessica Simpson
- 1 Thing, dalla colonna sonora del film Hitch - Lui sì che capisce le donne (Hitch) – Amerie
- Errtime, dalla colonna sonora del film L'altra sporca ultima meta (The Longest Yard) – Nelly

### Tour preferito
- U2
- Green Day
- Paul McCartney